# Cieciułów
Cieciułów is een plaats in het Poolse district  Oleski, woiwodschap Opole. De plaats maakt deel uit van de gemeente Rudniki en telt 520 inwoners.